# Classe Wittelsbach
La classe Wittelsbach est une série de cinq cuirassés pré-Dreadnought construite au début du XXe siècle pour la Marine impériale allemande. La construction des cinq cuirassés est achevée en 1904, date à laquelle ils rejoignent la Ire escadre de la flotte de ligne allemande (Heimatflotte). Rendus très rapidement obsolètes au sein de la nouvelle Hochseeflotte après le lancement du nouveau type de cuirassé HMS Dreadnought de la Royal Navy en 1906, ils sont assignés, à l'aube de la Première Guerre mondiale, à un rôle limité en mer Baltique contre la Marine russe.
En 1916 ils sont retirés de la flotte de combat allemande. Les Wittelsbach, Wettin et Schwaben servent comme navire-école, le Mecklenburg comme navire-prison puis navire-caserne et le Zähringen comme navire-cible. Tous les bateaux sont démantelés en 1920-21, sauf le Zähringen qui reste en service de bateau-cible. Au cours de la Seconde Guerre mondiale, il est gravement endommagé lors d'un bombardement en 1944 puis sabordé dans les derniers jours de guerre. Il sera définitivement démantelé sur place en 1949-50.

## Caractéristiques techniques
Les navires de cette classe ont été construits en vertu de la première loi navale de 1898. C'est une légère amélioration de la classe précédente Kaiser Friedrich III. Ils étaient équipés du même armement en artillerie, mais avec un tube lance-torpilles supplémentaire. Le blindage de la coque était plus important et le bastingage du gaillard d'arrière a été supprimé.

### Caractéristiques générales
Les navires de la classe Wittelsbach affichent une longueur de flottaison de 126,8 mètres (411 pieds) pour une longueur totale de 125,3 mètres (416 pieds). La plus grande grande largeur ou maître-bau des cuirassés est de 22,8 mètres, et le tirant d'eau est de 7,95 m (26,1 pieds) standard et 8,25 mètres (27.1 pieds) à pleine charge. Leur déplacement en charge est de 12 798 tonnes  en combat.
Les coques ont été construites avec des cadres longitudinaux  et transversaux en acier. Les tôles en acier sont rivées directement sur les cadres de la structure. La coque contient 14 compartiments étanches et un double fond sur 70 % de sa longueur.

### Propulsion
Les cuirassés de la classe Wittelsbach étaient propulsés par trois groupes de machines à vapeur à triple expansion entrainant trois hélices. L'hélice centrale est quadripale avec un diamètre de 4,5 m (15 pieds) et les deux hélices externes sont tripale avec un diamètre de 4,8 m (16 pieds). La capacité de la cale à charbon était de 650 tonnes, mais cette capacité de charbon pouvait presque être triplée à 1 800 tonnes en occupant d'autres espaces libres.

### Armement
L'artillerie lourde de 240 mm se composait de deux tourelles doubles, en avant et arrière du château. L'artillerie secondaire de 150 mm était répartie en 4 tourelles simples et le reste dans des casemates, ainsi que les canons antiaériens.

Les tubes lance-torpilles étaient immergés : quatre sur les côtés, un en poupe et un en proue.

### Blindage
Le blindage était en acier krupp, la poupe et la proue n'étaient pas protégées.

## Service actif
Lors de sa mise en service dans la Heimatflotte, les navires remplacèrent les vieux cuirassés de la classe Brandenburg. En 1907, avec le renfort de la classe Braunschweig et de la classe Deutschland ils formèrent la Hochseeflotte réorganisée en deux escadres au complet.

Les navires de la classe Wittelsbach furent vite retirés du service à l'avènement des cuirassés de type Dreadnought). Mais en 1914, ils reprennent du service au sein de la IVe escadre  en mer Baltique en étant  basés au port de Kiel. En mai 1915, ils participent au bombardement de Libau où ils seront basés lors de la bataille du golfe de Riga en août 1915. En 1916, ils sont désarmés car trop vulnérables aux attaques des sous-marins britanniques et ils sont rendus obsolètes face aux dreadnoughts lancés par la Marine impériale de Russie (classe Gangut). Ils sont donc utilisés à d'autres tâches.

La classe entière, à l'exception du Zähringen, est rayée des listes après la Première Guerre mondiale.

## Les unités de la classe
| Classe Wittelsbach | Classe Wittelsbach              | Classe Wittelsbach | Classe Wittelsbach | Classe Wittelsbach | Classe Wittelsbach       | Classe Wittelsbach |
| Nom                | Chantier naval                  | Mise en chantier   | Lancement          | Armement           | Fin                      | Photo              |
| ------------------ | ------------------------------- | ------------------ | ------------------ | ------------------ | ------------------------ | ------------------ |
| SMS Wittelsbach    | Kaiserliche Werft Wilhelmshaven | septembre 1899     | 3 juillet 1900     | 15 octobre 1902    | rayé le 20 juillet 1920  |                    |
| SMS Wettin         | Schichau Dantzig                | octobre 1899       | 6 juin 1901        | 1er octobre 1902   | rayé le 21 novembre 1921 |                    |
| SMS Zähringen      | Arsenal Germania Kiel           | novembre 1899      | 12 juin 1901       | 25 octobre 1902    | rayé le 26 mars 1945     |                    |
| SMS Mecklenburg    | AG Vulcan Stettin               | mai 1900           | 9 novembre 1901    | 25 mai 1903        | rayé le 6 août 1921      |                    |
| SMS Schwaben       | Kaiserliche Werft Wilhelmshaven | novembre 1900      | 19 août 1901       | 13 avril 1903      | rayé le 8 mars 1921      |                    |